# Halasy Mihály
Halasy Mihály, Halassy Mihály, Halaschy János Mihálynak (Sopron, 1769. augusztus 7. – 1830 után) evangélikus lelkész.

## Élete
Tanulmányait Sopronban kezdte, majd külföldön folytatta, 1791 őszén beiratkozott a jénai egyetemre. Három év múlva hazajött és egy évig dolgozott nevelőként. 1795 őszétől Gyönkön volt lelkész és 1798 őszétől a német iskolák igazgató-tanítója, majd 1803 tavaszától ugyanott a gimnáziumban szintaxist tanított és ugyanezen év őszétől magyar lelkész volt Sopronban. 1805 tavaszán meghívták Nagygeresdre papnak, néhány évvel később pedig az alsósoproni egyházmegye megválasztotta esperesnek. 1818-ban lemondott állásáról, mivel Kispécre hívták lelkésznek, itt még 1830-ban is szolgált.
Cikke a Tudományos Gyűjteményben (1826. IX. Az értelemnek gyakorlásairól.)

## Munkái
- Beschreibung der gegenwärtigen Einrichtung der ev. Bürgerschule in Oedenburg. Abgefasst Jan. 1801. Oedenburg.
- Trauerempfindungen am Grabe der Frau Rosine v. Wietoris, gebohrnen Schneller... 17. Febr. Vom Hausfreunde. Oedenburg, 1802.
- Am Grabe des... Herrn Jonathan von Wietoris, ... Lehrers und Professors... allhier. Im Namen seiner sämmtlichen Schüler den 3. Nov. 1802. Oedenburg.
- Warum sollen wir das Abendmahl Jesu heilig halten und gerne gebrauchen? Eine Predigt ín dem Bethause der Aug. Conf. Verwandten zu Oedenburg am Gründonnerstag 1803 gehalten. Oedenburg, 1804. (Ism. Annalen der Literatur. Wien 136. sz.)
- Halotti prédikátzió, melyet néhai tek. ns. nemz. és vitézlő sz.-martoni Radó József úrnak... soprony várm. szolgabirájának utolsó tisztességtételére 1816. márcz. 13. Lakon t. n. vasvármegyei helységben mondott. Oedenburg, 1816. (Döbrentey Lajos halotti elmélkedésével és bucsuztató versével együtt.)
- Mire kötelez minket az evangyelika anyaszentegyháznak háromszáz esztendőktől fogva való fennállása? A reformatiónak harmadik százados ünnepén 1817. esztendőben esett nov. 2... a maga gyülekezete előtt fejtegette. Oedenburg.
- La Perousenak 1785., 1786., 1787. és 1788-ik esztendőben tett utazásának veleje. Ford. Oedenburg, 1817. (Nevezetes utazások Tárháza, kiadta Kis János III. kötet.)
- Válogatott bibliai históriák az ó és uj testamentomból. Hübner János szerént. Németből ford. Pozsony, 1817.